# Onychiurus edinensis
Onychiurus edinensis är en urinsektsart som beskrevs av Bagnall 1935. Onychiurus edinensis ingår i släktet Onychiurus, och familjen blekhoppstjärtar. Arten är reproducerande i Sverige.